# Ковил (светилище)
Скално-култовият праисторически комплекс Ковил е разположен на огромна площ между селата Ковил, Джанка и Бараци, между притоците на реките Крумовица и Дюшун дере. Мащабът му надхвърля неколкократно територията на скално-култовите комплекси Перперикон, Белинташ и Харман кая. Предполага се, че централната му част е в местността Белите скали (в превод от местен турски диалект Ак кая). Според някои източници светилищата на територията на комплекса са девет на брой, без да е ясен критерият за тяхното разграничаване, при някои от обектите се наблюдава почти пълно унищожаване, а други структури са видимо недовършени.
Предназначението на грандиозния комплекс все още е неразгадано от българската археологическа наука – размерите на обекта предполагат много голям възможен брой на предполагаемите посетители или обитатели на мястото. Комплексът е проучван археологически само частично.

## Описание и особености
Централната част на комплекса в местността Белите скали е изградена от светли вулканични туфи. Платото е покрито с храсти и дървета, които са израснали върху дебел чимов пласт, който е по-тънък в западната му част, за да достигне само до няколко сантиметра при ръба на склона. По повърхността на платото има многобройни следи от заселване през много дълъг период от време – от праисторическите времена до модерната епоха.
Комплексът е частично археологически проучван в периода 1989 – 1993 г. от българските археолози Георги Нехризов и Георги Кулов. Проучени са някои от наличните скално-изсечени съоръжения в местността „Белите скали“.
Проучваното светилище е разположено на открояващ се бял скален венец             
(вулканични туфи) върху билото на каменист хребет. От запад in situ се наблюдават следи от зид без спойка, преграждал достъпната страна. На билото в скалите са изсечени множество съоръжения с култово предназначение, жертвеници, улеи, както и една голяма, добре запазена шарапана и ниши. Под него има сводообразни пещери, в някои от които се забелязват следи от човешка намеса. Откритият по билото керамичен материал е датиран от късната бронзова и ранната желязна епохи.
При проведените в периода 1991 – 1993 година организирани разкопки е открит и един антропоморфен идол. При подхода към обекта върху билото се преминава край други две древни съоръжения – некропол и водохранилище.
Върху каменното плато, под лек наклон са издълбани улеи с дължина десетки метри с неизвестно предназначение. Забелязват се и следи от градежи, които вероятно са от по-късни епохи.
Регистрирано е и съоръжение, интерпретирано като скална гробница, край село Джанка, като археолозите подчертават, че то е част от огромното съоръжение или останки от древен град. Гробницата е сравнително запазена с преддверие, което води до по-ниско разположена трапецовидна камера, стесняваща се нагоре, където вероятно е имало отвор. В близост се намира плитък басейн с диаметър 1,6 m и дълбочина 0,5 m с отточен отвор, който се разглежда като шарапана/жертвеник.
В близост до автомобилния път Крумовград – Хасково, непосредствено след къщите на селото ясно личат очертанията на скален некропол. Гробовете са изсечени в скалите по периферията на билото в местността Ак кая, където започва и скално-култовият комплекс. Общият брой на видимите гробове е девет, от които три са видимо добре запазени, четири са почти напълно унищожени, а два са недовършени. Гробовете са разположени в една линия с приблизителна ориентация север-юг. Не са открити следи от трупополагане. Погребенията са извършвани чрез трупоизгаряне извън гроба, като останките и много дарове са полагани в урна или направо на терена и ограждани с камъни. При извършените разкопки са открити много накити, фибули, глинени зооморфни култови фигури и изобилие от керамичен материал. Некрополът е датиран в периода II в. пр. Хр. – I в. сл. Хр. Върху гробните съоръжения в наши дни минава пътека, свързваща две от махалите на село Ковил.
За скално-култовия обект в местността Ак кая е изготвена Регистрационна карта за Археологическата карта на България № 2510024, с автори Георги Кулов и Георги Нехризов през 2005 г.
През  2006 – 2007 г. българската археоложка доц. Стефанка Иванова провежда теренно археологическо проучване като залага няколко сондажа на територията на комплекса и разкрива и регистрира скалните структури, датиращи от праисторическата епоха (неолит/халколит) се срещат още по пътя от село Ковил към платото, а също и някои следи от по-късното заселване. Структурите са следните: 
Мегалит - представлява каменна плоча поставена хоризонтално върху два камъка. Единият ѝ край е оформен като глава на животно. Главата е разделена от тялото от улей на жертвеник, изсечен върху повърхността на плочата.
- Галерия Мегалитът на платото Ковил
- Източната страна на мегалита
- Кръглото изсичане на повърхността на плочата
- Мегалитът, гледан от западната страна на съоръжението
- Жертвеник, разположен до мегалита

Мегалитен жертвеник - изсечен върху голяма правоъгълна каменна плоча с размери 8 х 6 m. Диаметърът на жертвеника е около 2.5 m и е дълбок 0.20 cm. По време на последното проучване на обекта от екип с ръководител доц. Стефанка Иванова е установено, че самата каменна плоча не е част от платото, а лежи върху глинест седимент. Чучурът на изсечения в нея жертвеник сочи на запад и стига до ръба на платото. Изтичайки от жертвеника, течността е обливала склона под него. При разкриване на северния ръб на плочата, археолозите установяват, че до нея има друга подобна на нея, която не може да бъде разкрита напълно, тъй като я покрива дебел чимов пласт. На север от втората плоча, след отстраняване на чимовия пласт, археолозите разкриват и трета такава. Цялата тази група от каменни плочи лежи върху глинест седимент върху платото. Между две от плочите са открити керамични фрагменти от халколитна керамика, които потвърждават че най-ранното заселване на платото може да бъде отнесено към праисторическите епохи. 
Екипът на доц. Иванова е затруднен да представи хипотеза относно придвижването и полагането на плочите върху платото - задачата е била изключително трудна, тъй като приблизителните изчисления показват, че всяка една от плочите тежи 40 тона. Това е единствената подобна структура, открита в тази част на Европа.
- Галерия Мегалитният жертвеник/плоча на платото Ковил
- Плочата с жертвеника, гледана от северната страна
- Поглед от южната страна
- Чучурът на жертвеника – поглед отгоре
- Към края на чучура има и напречен улей със савак, който е направен, за да може да се слага преграда, в случай че се наложи да бъде спряно изливането на течност от жертвеника

В югоизточната част на платото е открита скулптирана фигура на жена, полегнала по гръб. Добре е очертана долната част на фигурата - мощни бедра, изразителен полов триъгълник и корем с вдлъбнатина, маркираща пъпа. Горната част на фигурата, включваща главата, се губи под гъстата растителна покривка на близката горичка. Подобна фигура не е откривана досега на друг обект в рамките на Източните Родопи.
В същата част на западния край на платото е оформено място за наблюдение - седалка/трон, в чиято седалка е изсечено елипсовидно басеинче. От това място се разкрива широка панорама на запад.
На югозападния край на платото е изсечена фигура на праисторически идол – с полусферична глава и малък елипсовиден басейн, изсечен при дясното рамо. При идола е единствената пътека, която позволява сравнително безпрепятственото слизане от платото към намиращите се по стръмните склонове под него пещери.
Около 20 малки пещери, разположени в три реда опасват скалния масив от север и юг. Пещерите са се образували вследствие на ерозията, но много от тях са дообработени от човека. Повечето подобни скални структури са характерни за халколита в Източните Родопи.
Естественият природен феномен, който по своята форма прилича на пирамида или пагода е образуван в резултат на четири вулканичнии изригвания, станали по различно време и ерозирали в различна степен. Според археоастрономическото проучване, проведено от А. Стоев и П. Мъглова, паметникът е проектиран за извършване на астрономически наблюдения. В долната част тази своеобразна пагода има две малки пещери с арковидни входове, обърнати на юг, които фронтално приличат на лице, чиито очи са двете малки пещери. Преградата между тях е пробита от елипсовиден отвор. Подобни „очи“ се срещат навсякъде из скалните структури от халколита на територията на Източните Родопи и според доц. Иванова те повтарят очите на много фигурки, изобразяващи идоли от същата епоха.
В северната част на платото е регистрирана голяма пещера тип утроба, която не е изследвана.

## Интерпретации
В началото на септември 2015 г. проф. Васил Марков обявява в интервю за тв предаването на БНТ 2 „България днес“, че на територията на скално-култовия комплекс, по време на археологическо теренно проучване е регистриран обект с формата на пирамида, оформена в естествените скали в местността Белите скали, който изследователят интерпретира като храм, посветен на Слънцето, датиращ от 2500 г. пр. Хр.
Проф. Марков съобщава, че мегалитният комплекс е част от огромна сакрална територия (обхващащ площ от приблизително 5 – 6 km дължина и около 2 km широчина), наситена с мегалитни и скално-изсечени паметници, включваща цели комплекси скално-изсечени жертвеници, улеи, култови пещери, трапецовидни ниши, следи от антични градежи, антропоморфни каменни фигури и др.
Според проф. Марков сакралният център на свещената територия е разположен в западната част на комплекса – върху естествено плато, където са изградени множество култови площадки, разположени на няколко нива във височина и наситени със скално-изсечени елементи. Най-впечатляваща сред тях е скално-изсечената в материковата скала на платото стъпаловидна пирамида.
Структурата, оприличена на „пирамида“, е висока около 15 m и се състои от пет стъпаловидни тераси, оформени в скалата. Паметникът е ориентиран по посоките на света и е „прилепен“ към скалния отвес, в който е изсечен, така че северната му част „прелива“ в скалния масив на самото плато.
Първата, втората и третата скални тераси, както и плоският връх на пирамидалната структура са използвани в древните култови практики, за което свидетелстват регистрираните върху тях скално-изсечени жертвеници с вкопани в скалата „изтичащи“ на юг, изток и запад улеи. Ориентацията им спрямо Слънцето подсказва, че става въпрос за съоръжения, използвани за култови практики, свързани с възлияние на свещена течност, посветени на бога на Слънцето.
Следите от слънчевия култ са най-очевидно при най-голямото изсичане, разположено на първата, най-ниска площадка на скалната пирамида, представляващо значителна по размери полузасводена скална ниша, ориентирана изток-запад и широко отворена на юг. Общата ѝ дължина надвишава 12 m, а ширината ѝ – 3 m. В оформящата го от изток тънка каменна стена е пробит отвор с форма на елипса („око“) (размери на хоризонталната ос – 0.5 m и вертикалната ос – 0.4 m), така че лъчите на изгряващото слънце проникват през отвора и попадат върху северната стена на нишата. Работната хипотеза за предназначението на това съоръжение е, че се касае за изсечен храм на Слънцето, една от функциите на който в древността била измерването на календарното време.
Според проф. Марков резултатите от теренното проучване на екипа му са изненадващи, особено по отношение на датировката и характеристиките на обекта. Проф. Марков споделя, че този вид пирамидални структури са разглеждани като жертвеници в тракологията и че са известни на историческата наука още с публикуването на обекти като пресечената пирамида от комплекса край с. Татул, както и от аналогични паметници от Фригия (Анатолия, Турция).
В недрата на т.нар. „пирамида“ се намира пещера утроба, оформена в естествена вертикална пукнатина в скалите водещи, чийто вход и дъно са оформен вторично да приличат на своеобразна женска утроба. В самото дъно на пещерата древните са оформили и своеобразен олтар. Слънчевата светлина достига до дъното на пещерата в определена част от деня, като слънчевите лъчи наподобяват фалос, като наблюдаваното явление е мислено от древните като „съвокуплението (т. нар.“свещен брак") на Слънцебога и Великата Богиня Майка" (символизирана от сакрализираната скала). Според проф. Марков, идентифицираната пещера утроба е по-малка от вече познатите подобни обекти при Харман кая и с. Илиница.

### Датиране
Скално-култовият комплекс е датиран на базата на керамични фрагменти от различни епохи – ранният халколит, бронзовата епоха, желязната епоха и късната античност.

## Археоастрономическо проучване
Археоастрономическите проучвания при пирамидалната структура са проведени от доц. д-р Алексей Стоев и доц. д-р Пенка Мъглова (Института за космически изследвания и технологии при БАН) през месец юни 2015 г. Измерванията, реализирани от двамата учени, показват, че в средата на помещението е изсечена проективна система, позволяваща да се наблюдава изгрева на Слънцето по време на пролетното и есенно равноденствие. През изкуствено оформеното в източния край на скалната ниша елипсовидно отверстие („око“) може да се проектират слънчевите лъчи върху специално изсечена повърхност на стената на нишата, а проекцията е била възможна за около 20 дни, центрирани към деня на пролетното равноденствие (10 март – 2 април по съвременния календар).
Специално внимание според учените заслужават и няколкото дълбоки и значителни по размерите си скално изсечени ниши (може би използвани за гробници) – оформени в подножието на стъпаловидната пирамида и също отворени на юг. Нишите в подножието на пирамидата и скално изсеченият „слънчев храм“ над тях, са свързани с останалите култови площадки във височина на структурата посредством тясна, изсечена в скалата пътека. При археоастрономическите проучвания (чрез определяне на астрономическия азимут на изгрева на Слънцето, наклона на местния хоризонт, ерозията на скалните форми и др.) е определен наклонът на еклиптиката по време на създаването на паметника – i = 23°,99, който според Стоев и Мъглова, отговаря на периода, заключен между 2600 – 2500 г. пр. Хр., като по всяка вероятност паметникът е бил дооформян и използван в последващите епохи, включително до II – III век сл. Хр.